# 대도여객
대도여객은 강원특별자치도 원주시의 시내버스 운수업체이며 본사는 강원특별자치도 원주시 오리현길 216(행구동)에 위치해 있다.

## 역사 및 현황
2015년 5월 20일에 태창운수의 회사의 경영상태가 악화에 따라 일부 차량과 노선을 가지고 '태창티피'라는 사명으로 창립하였으며, 원주시 일대의 시내버스를 운행하고 있다. 2016년 6월에 대도여객으로 사명이 변경되었다.
2020년 강원도 대중교통 운영자에 대한 경영과 서비스 평가 최우수업체로 선정되었다. (시내버스 부문 전국 3위 달성)

## 노선
시내 일반 노선에는 모두 동신운수와 함께 공동 배차에 참여하고 있으며, 58개의 시내버스가 동신운수와 함께 1달 간격으로 순환하면서 배차에 참여하고 있다. 관설동발 노선들은 운행하지 않는다.

### 도시형버스
- ● 13번: 장양리 ~ 성문사(베스파타운 경유)
- ● 21번: 장양리 ~ 학산(충청북도 제천시)
- ● 22번: 장양리 ~ 구학
- ● 23번: 장양리 ~ 성남
- ● 24번: 장양리 ~ 운학(영월군)
- ● 25번: 장양리 ~ 주천(영월군)
- ● 30번: 장양리 ~ 연세대학교 원주캠퍼스
- ● 31번: 장양리 ~ 귀래, 운남, 용암, 단강
- ● 32번: 장양리 ~ 서곡리
- ● 34번: 장양리 ~ 연세대학교 원주캠퍼스, 매지리
- ● 34-1번 : 장양리 ~ 회촌
- ●  50번: 장양리 ~ 문막공단
- ● 81번: 장양리 ~ 성문사
- ● 82번: 장양리 ~ 흥양초교
- ● 90번: 장양리 ~ 한라대, 흥대(원주역 경유)
- ● 100-2번: 중흥2단지 ~ 기업도시

### 순환버스
- ● 3번: 장양리 → 우두산마을 → 상지대 → 시외/고속터미널 → 옛원주역 → 중앙시장 → 단관택지 → 반곡아이파크 → 중앙시장 → 현충로 → 장양리
- ● 4번: 장양리 → 현충로 → 중앙시장 → 반곡아이파크 → 단관택지 → 중앙시장 → 옛원주역 → 시외/고속터미널 → 상지대 → 우두산마을 → 장양리
- ● 16번: 장양리 → 태장2동 → 법웅사 → 시외/고속터미널 → 롯데시네마 → 근린공원 → 한국광물자원공사 → 반곡중 → 원주초등학교 → 평원로중앙시장 → 태장2동 → 장양리
- ●16-1번: 장양리 → 태장2동 → 원일로중앙시장 → 원주역사박물관 → 원주여고 → 도로교통공단 → 청솔6.8차아파트 → 박경리문학공원 → 원주종합버스터미널 → 단계사거리 → 태장2동 → 장양리

## 보유 차량
- 현대자동차: 그린시티, 뉴 슈퍼 에어로시티, 일렉시티

## 같이 보기
- 동신운수
- 태창운수